# Füssen

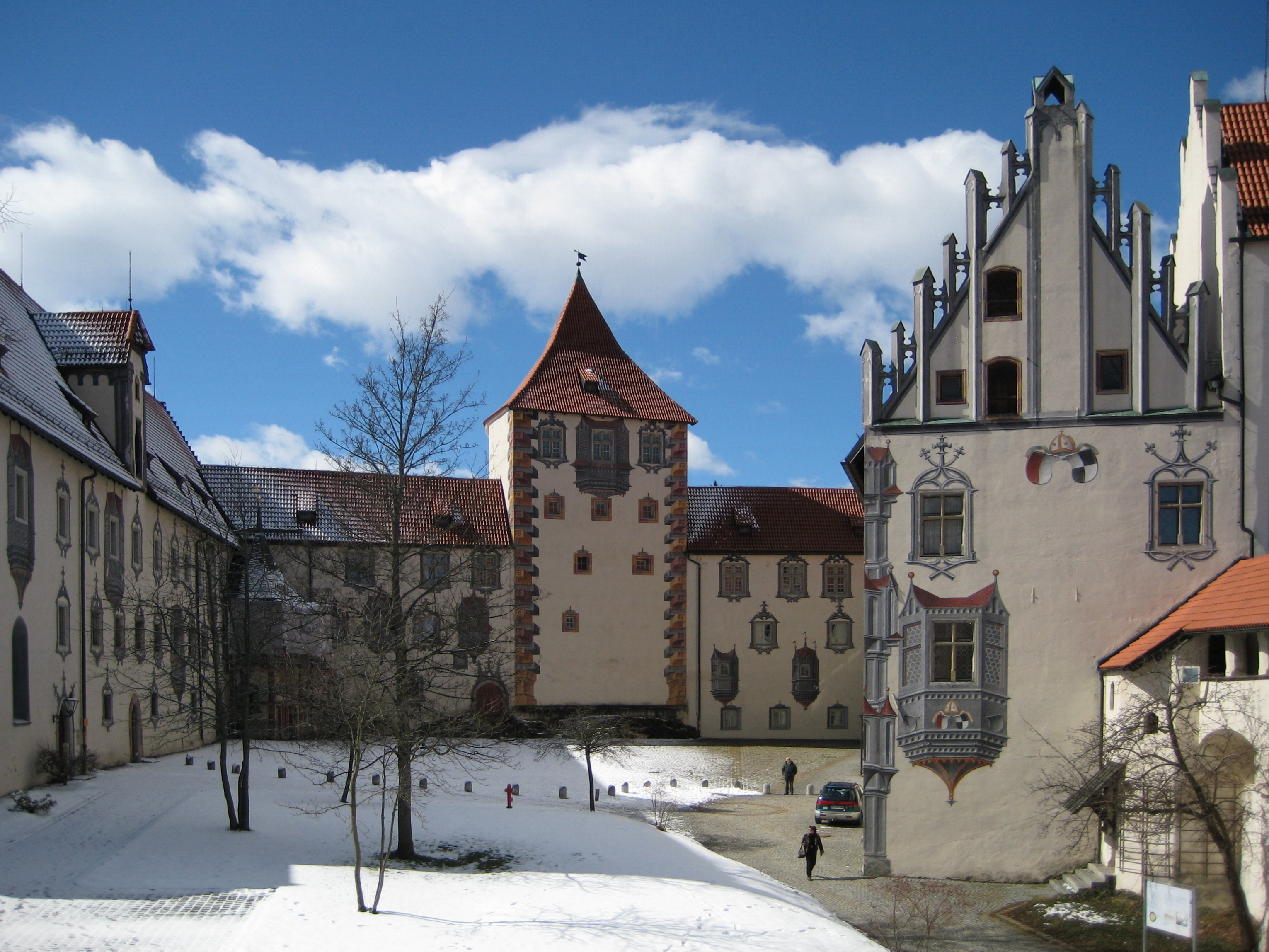
Füssen
(Castelul „Hohes Schloss”)

Füssen este un oraș din districtul Ostallgäu, regiunea administrativă Șvabia, landul Bavaria, Germania.